# Valmont (Mosela)
Valmont é uma comuna francesa na região administrativa de Grande Leste, no departamento de Mosela. Estende-se por uma área de 9,24 km². Em 2010 a comuna tinha 3 144 habitantes (densidade: 340,3 hab./km²).